# Javier Aquino
Javier Ignacio Aquino Carmona (* 11. Februar 1990 in Oaxaca) ist ein mexikanischer Fußballspieler, der im Mittelfeld agiert.

## Karriere

### Verein
Aquino durchlief diverse Nachwuchsbereiche und Farmteams des CD Cruz Azul, bei dem er auch seinen ersten Profivertrag erhielt und zwischen 2008 und 2010 für dessen Zweitligateam Cruz Azul Hidalgo spielte.
Sein Debüt für die in der mexikanischen Primera División spielende erste Mannschaft bestritt er am 23. Juli 2010 beim 3:0-Auswärtssieg gegen den CD Estudiantes Tecos. Es war der erste Spieltag der Apertura 2010 und in derselben Spielzeit gelang ihm auch sein erster Treffer in der höchsten mexikanischen Spielklasse beim Spiel in Morelia (1:1) am 24. Oktober 2010.
Seinen letzten Einsatz für Cruz Azul absolvierte er am 26. Januar 2013 im Punktspiel gegen den Puebla FC und er verabschiedete sich im heimischen Stadion mit dem Tor zum 4:0-Endstand in der 61. Minute. Anschließend wechselte er zum FC Villarreal in die spanische Liga und spielte zudem auf Leihbasis für den Madrider Stadtteilverein Rayo Vallecano.
2015 kehrte er in seine Heimat zurück, wo er seither bei den UANL Tigres unter Vertrag steht, mit denen er bereits dreimal die mexikanische Fußballmeisterschaft gewann.

### Nationalmannschaft
Mit der mexikanischen U-23-Auswahl gewann Aquino 2011 das Fußballturnier der Panamerikanischen Spiele und im folgenden Jahr das olympische Fußballturnier sowie das prestigeträchtige Turnier von Toulon.
Außerdem war er seit 2011 bereits mehrfach für die A-Nationalmannschaft im Einsatz und gehört zum mexikanischen Aufgebot beim Konföderationen-Pokal 2013, wo er im ersten Gruppenspiel gegen Italien (1:2) in der Startformation stand und im letzten Gruppenspiel gegen Japan (2:1) in der 90. Minute eingewechselt wurde.

## Erfolge

### National
- Mexikanischer Meister: Apertura 2015, Apertura 2016, Apertura 2017

### International
- Olympiasieger: 2012
- Sieger des Turniers von Toulon: 2012
- Sieger der Panamerikanischen Spiele: 2011